# Trifon Zarezan
Trifon Zarezan „Trifon Prořezávač“ je svátek křesťanského světce Trifona Kampsadského slavený 14. února v Srbsku, Severní Makedonii a Bulharsku. Jedná se o oslavu zahradníků a především vinařů, jichž je světec patronem, spojenou s prořezáváním vinné révy, zahrnující třídenní oslavy s chorovody, tanci kukerů, procesími a posvěcení vinohradu kněžími.
V Praze bulharská menšina každoročně oslavuje svátek Trifona Zarezana na stejnojmenné folklorně-společenské akci, jejímž organizátorem je spolek Zaedno.